# Léon Feuchère
Pour les articles homonymes, voir Feuchère.
Léon Feuchère est un architecte français, né le 4 août 1804 à Paris, mort le 4 janvier 1857 à Nîmes. Il est le père de l'architecte Lucien-François Feuchère (1842-1904).

## Biographie
Son père, Lucien François Feuchère, est un artiste doreur. Léon Feuchère entre en 1824 l'école des Beaux-Arts où il est l'élève de Pierre-Jules Delespine.
En 1829, il s'est associé avec les peintres Charles Séchan, et Jules-Pierre Michel Dieterle pour faire des décors de théâtre.
En 1835, l'association Charles Séchan, Léon Feuchère, Édouard Desplechin, Jules Dieterle participe à la réalisation des décors de l'Opéra de Paris, rue Le Peletier, dont le commanditaire est Alexandre Aguado. Leur notoriété va être à son zénith quand ils ont réalisé les décors de l'opéra Les Huguenots de Giacomo Meyerbeer en 1836. Ils ont fait en 1840 les décors de deux opéras de Gaetano Donizetti, Les Martyrs, ou Poliuto et La Favorite. En 1841, ils ont fait des décors pour la Comédie-Française.
Avec Charles Séchan [1803-1874], il a participé en 1837 à la décoration du théâtre de l'Odéon. Avec lui, il a participé à la réalisation du nouveau rideau du théâtre.
En 1838, le peintre Horace Vernet vint voir le groupe des quatre peintres pour leur faire part de ses ennuis. Il avait accepté de peindre le plafond de la salle des Pas-Perdus de l'Assemblée nationale, mais ayant trop de commandes à réaliser, il ne pouvait pas garantir les délais. Il leur demandait de terminer le décor à sa place. Ils acceptèrent et se miren tà l'œuvre.
En 1839, l'association Charles Séchan, Léon Feuchère, Édouard Desplechin, Jules Diéterle obtient des critiques enthousiastes de Théophile Gautier pour leurs décors; l'écrivain, qui qualifie Séchan "d'illustre décorateur de l'Opéra de Paris", indique qu'il conçut un salon Louis XIV pour le sultan turc en son palais de Dolmanbahçe, qu'il visite en 1852.  
En 1841 l'association des quatre peintres accepta de faire la décoration du théâtre des Variétés, mais pour des raisons de santé Feuchère doit arrêter sa participation au groupe.
En 1844 il fait les dessins pour un meuble appelé "cabinet chinois", qui est exposé au Musée de la céramique à Sèvres.
Le théâtre d'Avignon est détruit en 1846 par un incendie. On entreprend immédiatement sa reconstruction sur des plans des architectes Léon Feuchère et Théodore Charpentier. Le nouvel Opéra d'Avignon est achevé en 1847.
En 1849 il fait partie du Jury de l'Exposition de Paris.
En 1849 il a quitté Paris pour raison de santé et s'installa à Nîmes où il a été nommé architecte du département du Gard et de la ville de Nîmes. Il est fait chevalier de la Légion d'honneur le 6 novembre 1849.
En 1852, Léon Feuchère a commencé la construction de l'église Sainte-Perpétue et Sainte-Félicité, place de la Libération à Nîmes. Il en a assuré la réalisation jusqu'à son décès en 1857. Les travaux ont alors été continué par son adjoint M. Monsimier. À la suite de la mort de l'architecte Monsimier, c'est M. Libourel qui dirige les travaux jusqu'à la pose de la dernière pierre le 31 juillet 1862.
Il réalise la façade de l'hôtel de ville d'Avignon. Ce bâtiment avait été commencé en 1845 par l'architecte de la ville, Joseph-Auguste Joffroy, en 1845. L'hôtel de ville a été inauguré par Napoléon III et le maire de la ville, Paul Poncet, le 24 septembre 1856.
Il commence en 1855 l'hôtel de préfecture du Gard.
Il fait partie de la XXVIe section du Jury international chargée du département de l'imprimerie pour l'Exposition universelle de 1855.
Entre 1860 et 1862, on réalise l'opéra de Toulon sur ses plans mais qui sont modifiés à la suite de sa mort par l'architecte Charpentier.

## Principales réalisations
- 1847 : Opéra d'Avignon, Avignon
- 1852 : Église Sainte-Perpétue et Sainte-Félicité, Nîmes
- 1855 : Hôtel de préfecture du Gard, Nîmes
- 1862 : Opéra de Toulon, Toulon